# جائحة فيروس كورونا في بليز
توثق هذه المقالة آثار جائحة فيروس كورونا 2019-2020 في بليز، وقد لا تتضمن جميع الاستجابات والتدابير والإجراءات الرئيسية حتى الآن.

## خلفية
في 12 يناير 2020، أكدت منظمة الصحة العالمية عن ظهور فيروس كورونا المستجد كسبب للمرض التنفسي الذي أصاب مجموعة من الأشخاص في مدينة ووهان، مقاطعة خوبي، الصين، إذ أُبلغ عنهم إلى منظمة الصحة العالمية في 31 ديسمبر 2019. كانت نسبة الوفيات بين الحالات المُشخصة بكوفيد-19 أقل بكثير من جائحة فيروس سارس في عام 2003، لكن انتقال العدوى كان أكبر، والوفيات أيضًا.

## الجدول الزمني
في 23 مارس 2020، أُعلن عن الحالة الأولى في البلاد، وهي امرأة بليزية عادت إلى سان بيدرو تاون من لوس أنجلوس، كاليفورنيا .

## التدابير الوقائية
في ضوء الأحداث الأخيرة، أعلن رئيس الوزراء دين بارو حالة الطوارئ لسان بيدرو. ووُضع سكان جزيرة أمبرجريس كاي تحت الحجر الإلزامي. سوف يكون من السهل جدا أن تتعامل مع هذا الأمر. وصرحت الحكومة أنها «لن تقبل أي سفينة غير مرخص لها من الدخول أو الخروج من الجزيرة». في هذا الوقت، تتعقب وزارة الصحة كل شخص محتمل أنه خالط المرأة البليزية والتي أظهرت نتائج إيجابيةً لاختبار الفيروس كورونا المستجد 2019.
في 20 مارس 2020، أغلق رئيس الوزراء دين بارو المدارس على أن تستأنف في 20 أبريل 2020 في انتظار أي تغييرات في الوضع. وقد منع التجمعات العامة لأكثر من 25 شخصًا وأغلق جميع الحدود. تم إيقاف جميع الرحلات الجوية اعتبارًا من 23 مارس 2020. فقط البضائع ستكون قادرة على عبور الحدود والرسو عن طريق البحر. لا يزال يُسمح لبليزيين بالعودة إلى بليز ولكن لن يسمح للسكان بمغادرة البلاد ما لم تكن هناك حالة طارئة.